# SN 2007gi
SN 2007gi – supernowa typu Ia odkryta 14 sierpnia 2007 roku w galaktyce NGC 4036. Jej maksymalna jasność wynosiła 13,25m.